# Hallomenus serricornis
Hallomenus serricornis es una especie de coleóptero de la familia Tetratomidae.

## Distribución geográfica
Habita en Estados Unidos.